# Brygada Oded
Brygada Oded również jako 9 Brygada (hebr. ‏חטיבת עודד‎, Chetivat Oded) – rezerwowy związek taktyczny piechoty Sił Obronnych Izraela. Brygada podlega Dowództwu Centralnemu.

## Formowanie i walki
Brygada Oded została sformowana w maju 1948 jako jedna z brygad żydowskiej organizacji paramilitarnej Hagana, jednak formalne powstanie nastąpiło dopiero 17 czerwca 1948 już pod dowództwem Sił Obronnych Izraela.
Podczas wojny o niepodległość brygada wzięła udział w oczyszczaniu Galilei z sił arabskich. Po wojnie, pod koniec 1949 brygada została przekształcona w rezerwową brygadę piechoty. Podczas kryzysu sueskiego w 1956 brygada przeprowadziła trudny atak przez pustynię, zajmując Szarm el-Szejk na południu półwyspu Synaj. Doświadczenia tej wojny wskazywały na dużą skuteczność wojsk zmechanizowanych, dlatego brygadę przekształcono w brygadę piechoty zmotoryzowanej. W wojnie sześciodniowej w 1967 brygada wkroczyła do Samarii, zajmując miasta Dżanin i Nablus. Po wojnie na uzbrojenie jednego batalionu brygady weszły czołgi M4 Sherman. Podczas wojny Jom Kipur w 1973 brygada została zmobilizowana oraz wzmocniona czołgami Centurion i batalionem artylerii. Wykonała ona kontrnatarcie na Wzgórzach Golan, wchodząc na terytorium Syrii. W lutym 1974 została wycofana ze zdobytej enklawy w Syrii.

## Struktura organizacyjna
Do zadań powierzonych Brygadzie Oded należała obrona rejonu miasta Hajfy. Dowódcą został Avraham Joffe.
- 11 batalion – powstał w listopadzie 1947 z zadaniem obrony Hajfy. W skład batalionu weszli wolontariusze z miasta.
- 91 batalion – powstał w czerwcu 1948. W skład batalionu weszli wolontariusze z Galilei.
- 93 batalion – powstał w czerwcu 1948. W skład batalionu weszli żołnierze z krajowego ośrodka szkoleniowego. Stanowił on odwód rezerwowy dla 11 batalionu[2].